# (13502) 1987 WD
(13502) 1987 WD là một tiểu hành tinh vành đai chính. Nó được phát hiện bởi Seiji Ueda và Hiroshi Kaneda ở Kushiro, Hokkaidō, Nhật Bản, ngày 17 tháng 11 năm 1987.